# Madison de Rozario
Madison de Rozario (Perth, 11 dicembre 1993) è un'atleta paralimpica australiana. Ha gareggiato in quattro diverse edizioni dei Giochi paralimpici nella categoria T53 vincendo due ori, tre argenti e un bronzo. Ha conquistato anche dieci medaglie ai campionati mondiali di atletica paralimpica e due ori ai Giochi del Commonwealth. Detiene il record mondiale sugli 800 metri T53 femminili e ha detenuto il record mondiale sui 1500 metri T53/54 femminili.

## Biografia
Madison de Rozario è nata e cresciuta a Perth, nell'Australia occidentale. All'età di quattro anni, ha contratto la mielite trasversa, malattia neurologica che infiamma il midollo spinale e che l'ha costretta a vivere sulla sedia a rotelle.
Il cognome de Rozario è di origine portoghese. Suo padre è nato a Singapore mentre la madre è australiana.

### Carriera sportiva

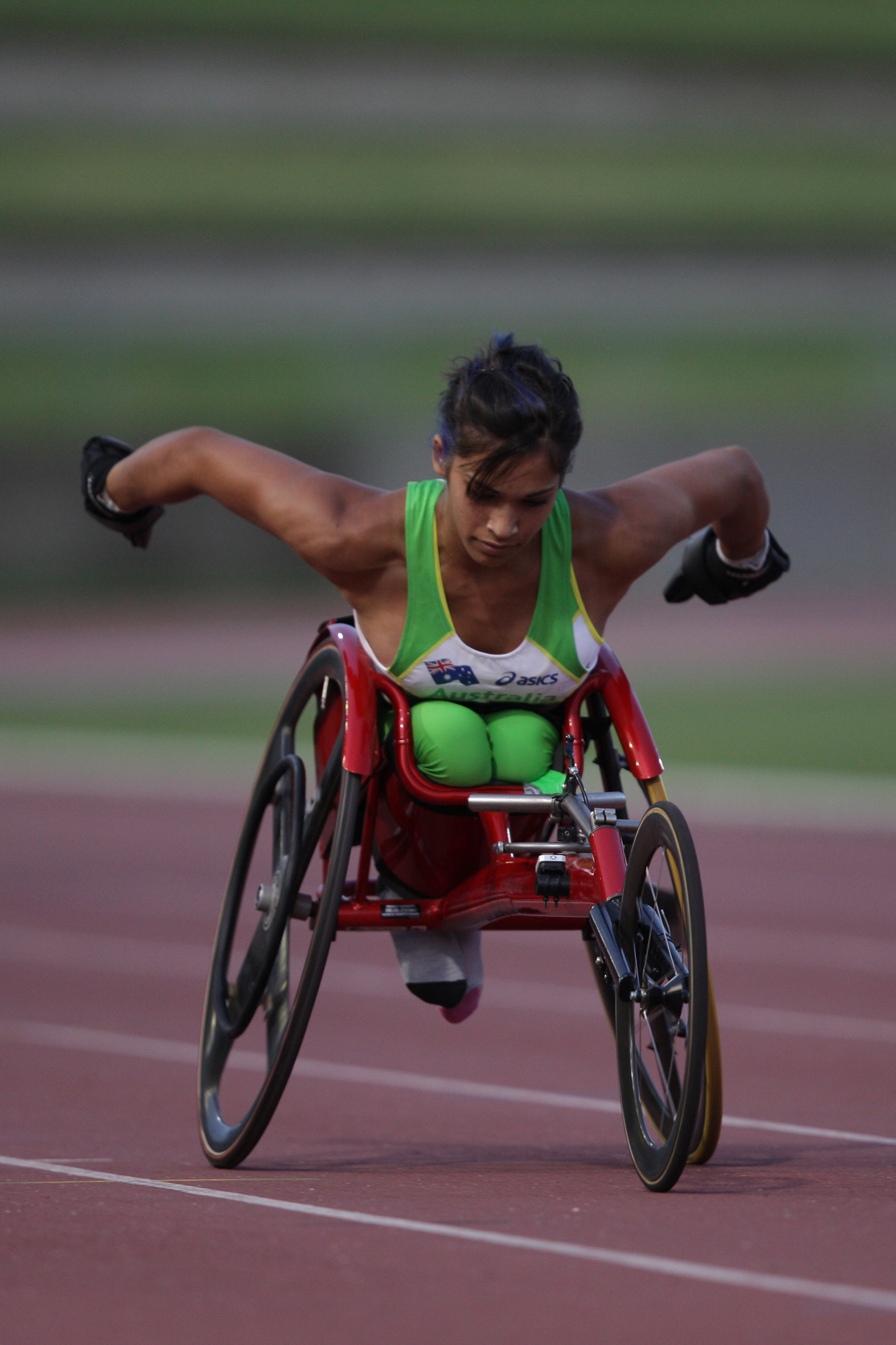
Madison de Rozario gareggia alla preparazione dei Campionati del mondo 2011 a Sydney nel gennaio 2011

All'età di 14 anni, Madison de Rozario gareggiò ai Giochi paralimpici di Pechino 2008, in cui vinse una medaglia d'argento nella gara femminile dei 4x100 metri T53/54. Nella stessa Paralimpiade gareggiò anche nelle gare individuali femminili dei 100 metri e 400 metri T54. È stata allenata dall'ex atleta paralimpico Frank Ponta e attualmente è allenata dalla paralimpionica Louise Sauvage. Ha preso parte ai Giochi di Londra 2012 senza vincere nessuna medaglia. Nel 2012 e nel 2013, ha vinto la corsa su strada in carrozzina Oz Day 10K.
Ai Campionati mondiali di atletica leggera IPC 2013, a Lione, in Francia, de Rozario ha vinto una medaglia di bronzo negli 800 m T53 femminili.
Ai Campionati del mondo di atletica leggera IPC 2015 a Doha, de Rozario ha vinto la medaglia d'oro negli 800m T54 femminili in 1:53.86. Questa è stata la sua prima medaglia d'oro in una grande competizione internazionale. Ha anche vinto una medaglia di bronzo nei 1500m T54 femminili col tempo di 3:42.03.

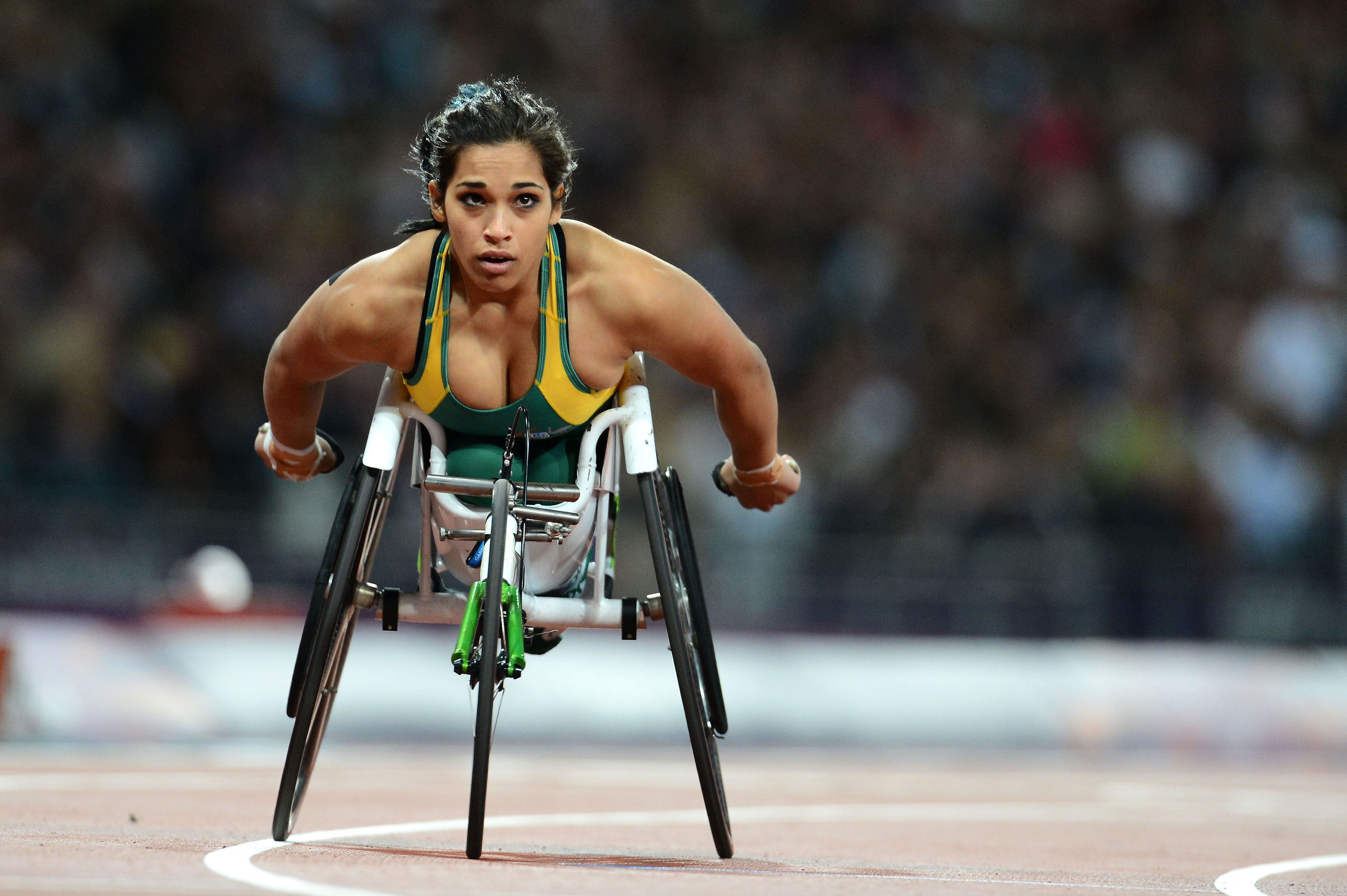
Madison de Rozario ai Giochi paralimpici di Londra 2012

Ai Giochi paralimpici di Rio 2016, de Rozario conquista due medaglie d'argento. Ha vinto la sua prima medaglia individuale alle Paralimpiadi con un argento negli 800 metri T53 femminili. Inoltre, è stata una dei componenti della squadra australiana che ha vinto la medaglia d'argento nella staffetta 4×400 metri femminile T53/54.
Nel novembre 2016, de Rozario è stata insignita del premio Stella dell'anno degli sport in carrozzina.
Ai Mondiali di atletica leggera 2017 di Londra, de Rozario ha vinto la medaglia d'oro nei 5000 metri T54 femminili, la medaglia d'argento negli 800 metri T54 femminili e la medaglia di bronzo nei 1500 metri T54 femminili.
Ai Giochi del Commonwealth del 2018 a Gold Coast, in Australia, de Rozario ha vinto medaglie d'oro nei 1500 metri T54 femminili e nella Maratona T54 femminile.
Il 22 aprile 2018, de Rozario ha effettuato un drammatico ultimo sprint e ha vinto il titolo femminile in carrozzina della Maratona di Londra 2018 con un tempo di 1:42.58. È diventata la prima australiana a vincere il titolo in carrozzina femminile.
Alla Maratona di Londra 2019, valevole anche per i Campionati mondiali di atletica leggera paralimpica del 2019, de Rozario ha vinto la medaglia di bronzo nella T46 femminile. Alle gare su pista dei Campionati 2019 tenutisi a Dubai, ha vinto la medaglia d'oro negli 800 metri T54 femminili e due medaglie d'argento nei 1500 metri e nei 5000 metri T54 femminili.
De Rozario ha vinto sette volte la corsa su strada per carrozzina Oz Day 10K: 2012, 2013, 2017, 2018, 2019, 2020 e 2021.
Ai Giochi paralimpici estivi di Tokyo 2020, de Rozario ha vinto due medaglie d'oro negli 800 metri T53 femminili e nella maratona T54 femminile, e un bronzo nei 1500 metri T54 femminili ed è arrivata quinta nei 5000 metri T54 femminili.
Tra i numerosi riconoscimenti ottenuti da de Rozario ci sono il Premio Sportiva dell'anno 2018 da parte di Cosmopolitan Magazine e il titolo di Atleta paralimpica femminile dell'anno 2018 da parte di Athletics Australia. Nel 2020, è stata creata una Barbie con le sue fattezze.

## Palmarès
| Anno | Manifestazione          | Sede           | Evento             | Risultato | Prestazione | Note               |
| ---- | ----------------------- | -------------- | ------------------ | --------- | ----------- | ------------------ |
| 2008 | Giochi paralimpici      | Pechino        | 4x100 metri T53/54 | Argento   | 1'01"91     |                    |
| 2013 | Campionati del mondo    | Lione          | 800 metri T53      | Bronzo    |             |                    |
| 2015 | Campionati del mondo    | Doha           | 800 metri T53      | Oro       | 1'53"86     |                    |
| 2015 | Campionati del mondo    | Doha           | 1500 metri T53     | Bronzo    | 3'42"03     |                    |
| 2016 | Giochi paralimpici      | Rio de Janeiro | 800 metri T53      | Argento   | 1'47"64     |                    |
| 2016 | Giochi paralimpici      | Rio de Janeiro | 4x400 metri T53/54 | Argento   | 3'46"63     |                    |
| 2017 | Campionati del mondo    | Londra         | 5000 metri T54     | Oro       | 12'33"48    |                    |
| 2017 | Campionati del mondo    | Londra         | 800 metri T54      | Argento   | 1'54"88     |                    |
| 2017 | Campionati del mondo    | Londra         | 1500 metri T54     | Bronzo    | 3'25"56     |                    |
| 2018 | Giochi del Commonwealth | Gold Coast     | 1500 metri T53     | Oro       | 3'34"06     |                    |
| 2018 | Giochi del Commonwealth | Gold Coast     | Maratona T53       | Oro       | 1h44'00"    |                    |
| 2019 | Campionati del mondo    | Dubai          | 800 metri T54      | Oro       | 1'52"15     |                    |
| 2019 | Campionati del mondo    | Dubai          | 1500 metri T54     | Argento   | 3'34"30     |                    |
| 2019 | Campionati del mondo    | Dubai          | 5000 metri T54     | Argento   | 12'14"62    |                    |
| 2019 | Campionati del mondo    | Dubai          | Maratona T54       | Bronzo    |             |                    |
| 2020 | Giochi paralimpici      | Tokyo          | 800 metri T53      | Oro       | 1'45"99     | Record paralimpico |
| 2020 | Giochi paralimpici      | Tokyo          | Maratona T54       | Oro       | 1h38'11     | Record paralimpico |
| 2020 | Giochi paralimpici      | Tokyo          | 1500 metri T54     | Bronzo    | 3'28"24     |                    |
| 2022 | Giochi del Commonwealth | Birmingham     | 1500 metri T53/54  | Oro       | 3'53"03     |                    |
| 2022 | Giochi del Commonwealth | Birmingham     | Maratona T53/54    | Oro       | 1h56'00"    | Record dei Giochi  |
| 2024 | Giochi paralimpici      | Parigi         | 1500 m piani T54   | Argento   | 3'16"01     |                    |
| 2024 | Giochi paralimpici      | Parigi         | Maratona T54       | Argento   | 1h46'13"    |                    |
| 2024 | Giochi paralimpici      | Parigi         | 5000 m piani T54   | Bronzo    | 11'10"20    |                    |